# Circulação (física)

Linhas de campo de um campo vetorial v, em torno do limite de uma superfície curva aberta com elemento de linha infinitesimal dl ao longo da fronteira e através do seu interior com dS o elemento de superfície infinitesimal e n o unidade normal à superfície. Em cima: Circulação é a integral de linha de v em torno de um circuito fechado C. Projetando v ao longo de dl, então somando. Aqui v é dividido em componentes perpendicular (⊥) paralelo (‖) a dl, os componentes paralelos são tangenciais ao laço fechado e contribuem para a circulação, os componentes perpendiculares não. Em baixo: A circulação também é o fluxo da vorticidade ω = ∇ × v através da superfície, e o rotacional de v é através da superfície, e heuristicamente representado como uma seta helicoidal (não uma representação literal). Observe-se a projeção de v ao longo dl e o rotacional de v pode ser no sentido negativo, reduzindo a circulação.

Em física, circulação é a integral de linha de um campo vetorial em torno de uma curva fechada.  Em dinâmica de fluidos, o campo é o campo de velocidade do fluido.  Em eletrodinâmica, pode ser o campo elétrico ou o campo magnético.
Circulação foi usada pela primeira vez de forma independente por Frederick Lanchester, Martin Kutta e Nikolai Jukovski.  Geralmente é denotada com Γ (letra grega gama maiúscula).

## Definição e propriedades
Se V é um campo vetorial e dl é um vetor que representa o comprimento diferencial de um pequeno elemento de uma curva definida, a contribuição desse comprimento diferencial para a circulação é dΓ:
{\displaystyle \mathrm {d} \Gamma =\mathbf {V} \cdot \mathrm {d} \mathbf {l} =\left|\mathbf {V} \right|\left|\mathrm {d} \mathbf {l} \right|\cos \theta .}
Aqui, θ é o ângulo entre os vetores V e dl.
A circulação Γ de um campo vetorial V em torno de uma curva fechada C é a integral de linha:
{\displaystyle \Gamma =\oint _{C}\mathbf {V} \cdot \mathrm {d} \mathbf {l} .}
Em um campo vetorial conservador esta integral é avaliada como zero para cada curva fechada.  Isso significa que uma integral de linha entre dois pontos quaisquer no campo é independente do caminho percorrido.  Também implica que o campo vetorial pode ser expresso como o gradiente de uma função escalar, a qual é chamada um potencial.

## Relação com vorticidade e rotacional
A circulação pode estar relacionada ao rotacional de um campo vetorial V e, mais especificamente, para vorticidade se o campo for um campo de velocidade de fluido,
{\displaystyle {\boldsymbol {\omega }}=\nabla \times \mathbf {V} .}
Pelo teorema de Stokes, o flux de vetores rotacional ou vorticidade através de uma superfície S é igual à circulação em torno de seu perímetro,
{\displaystyle \Gamma =\oint _{\partial S}\mathbf {V} \cdot \mathrm {d} \mathbf {l} =\iint _{S}\nabla \times \mathbf {V} \cdot \mathrm {d} \mathbf {S} =\iint _{S}{\boldsymbol {\omega }}\cdot \mathrm {d} \mathbf {S} }
Aqui, o caminho de integração fechado ∂S é a fronteira e perímetro de uma superfície aberta S, cujo elemento infinitesimal normal dS = ndS é orientado de acordo com a regra da mão direita.  Assim, rotacional e vorticidade são a circulação por unidade de área, obtida em torno de um laço local infinitesimal.
Em fluxo potencial de um fluido com uma região de vorticidade, todas as curvas fechadas que envolvem a vorticidade têm o mesmo valor para circulação.

## Usos

### Teorema de Kutta–Joukowski em dinâmica dos fluidos
Na dinâmica dos fluidos, a sustentação por unidade de extensão (L') agindo sobre um corpo em um campo de fluxo bidimensional é diretamente proporcional à circulação, i.e. pode ser expresso como o produto da circulação Γ sobre o corpo, a densidade do fluido {\displaystyle \rho }, e a velocidade do corpo em relação ao fluxo livre {\displaystyle v_{\infty }}:
{\displaystyle L'=\rho v_{\infty }\Gamma }
Isto é conhecido como o teorema de Kutta–Joukowski.
Esta equação se aplica em torno de aerofólios, onde a circulação é gerada pela ação do aerofólio; e em torno de objetos giratórios experimentando o efeito Magnus, onde a circulação é induzida mecanicamente.  Na ação do aerofólio, a magnitude da circulação é determinada pela condição de Kutta.
A circulação em cada curva fechada ao redor do aerofólio tem o mesmo valor e está relacionada à sustentação gerada por cada unidade de comprimento de vão.  Desde que a curva fechada envolva o aerofólio, a escolha da curva é arbitrária.
A circulação é frequentemente usada em dinâmica de fluidos computacional como uma variável intermediária para calcular forças em um aerofólio ou outro corpo.

### Equações fundamentais do eletromagnetismo
Em eletrodinâmica, o lei da indução de Maxwell-Faraday pode ser expresso em duas formas equivalentes: que a curvatura do campo elétrico é igual à taxa negativa de variação do campo magnético,
{\displaystyle \nabla \times \mathbf {E} =-{\frac {\partial \mathbf {B} }{\partial t}}}
ou que a circulação do campo elétrico em torno de uma espira é igual à taxa negativa de variação do fluxo do campo magnético através de qualquer superfície abrangida pela espira, pelo teorema de Stokes
{\displaystyle \oint _{\partial S}\mathbf {E} \cdot \mathrm {d} \mathbf {l} =\iint _{S}\nabla \times \mathbf {E} \cdot \mathrm {d} \mathbf {S} =-{\frac {\mathrm {d} }{\mathrm {d} t}}\int _{S}\mathbf {B} \cdot \mathrm {d} \mathbf {S} .}
A circulação de um campo magnético estático é, pela lei de Ampère, proporcional à corrente total envolvida pelo circuito
{\displaystyle \oint _{\partial S}\mathbf {B} \cdot \mathrm {d} \mathbf {l} =\mu _{0}\iint _{S}\mathbf {J} \cdot \mathrm {d} \mathbf {S} =\mu _{0}I_{\text{enc}}.}
Para sistemas com campos elétricos que mudam ao longo do tempo, a lei deve ser modificada para incluir um termo conhecido como correção de Maxwell.